# Entobius hamondi
Entobius hamondi is een eenoogkreeftjessoort uit de familie van de Entobiidae. De wetenschappelijke naam van de soort is voor het eerst geldig gepubliceerd in 1966 door Gotto.